# Dolmen Peyre d’Ermale

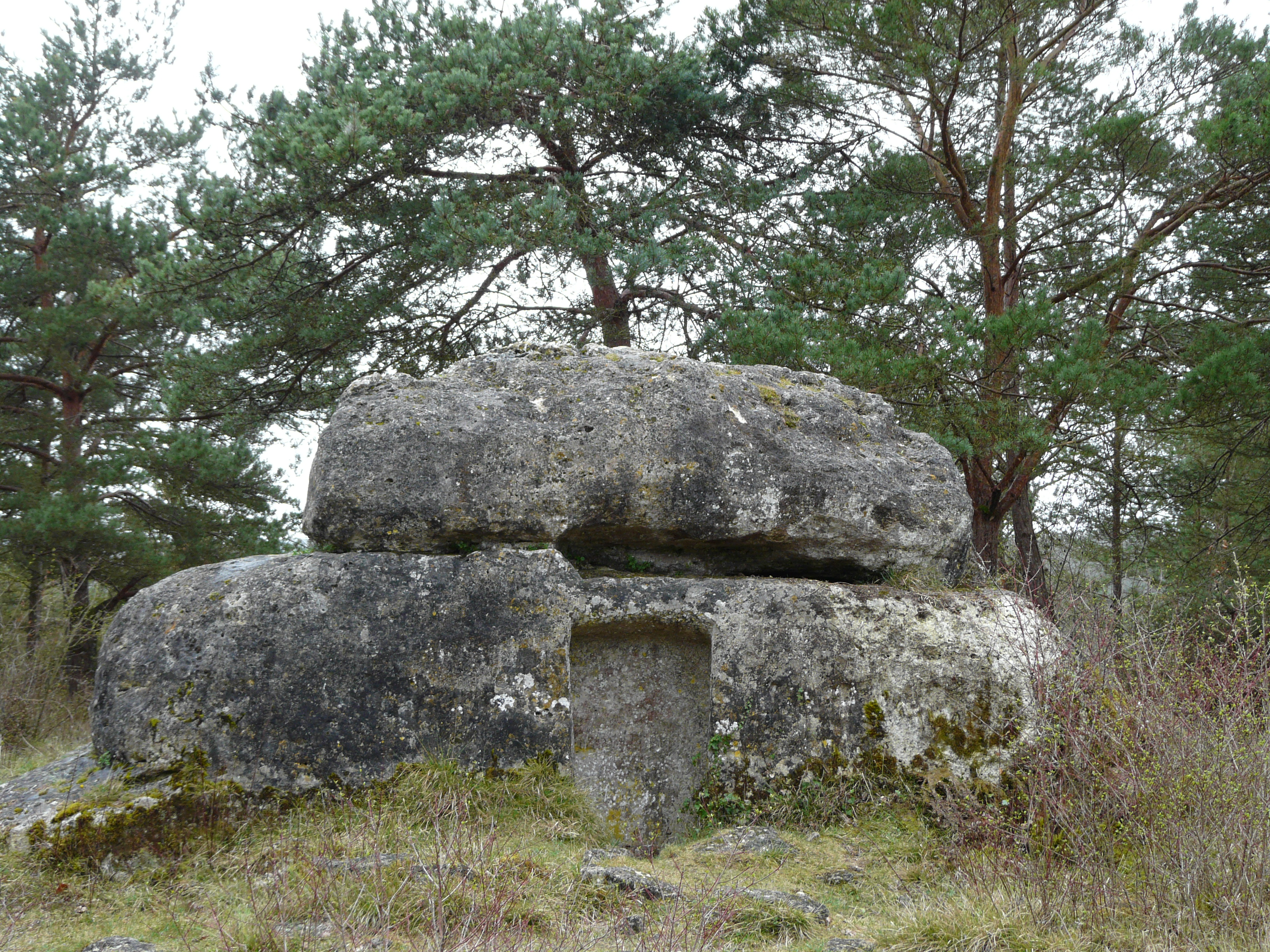
Dolmen Peyre d’Ermale

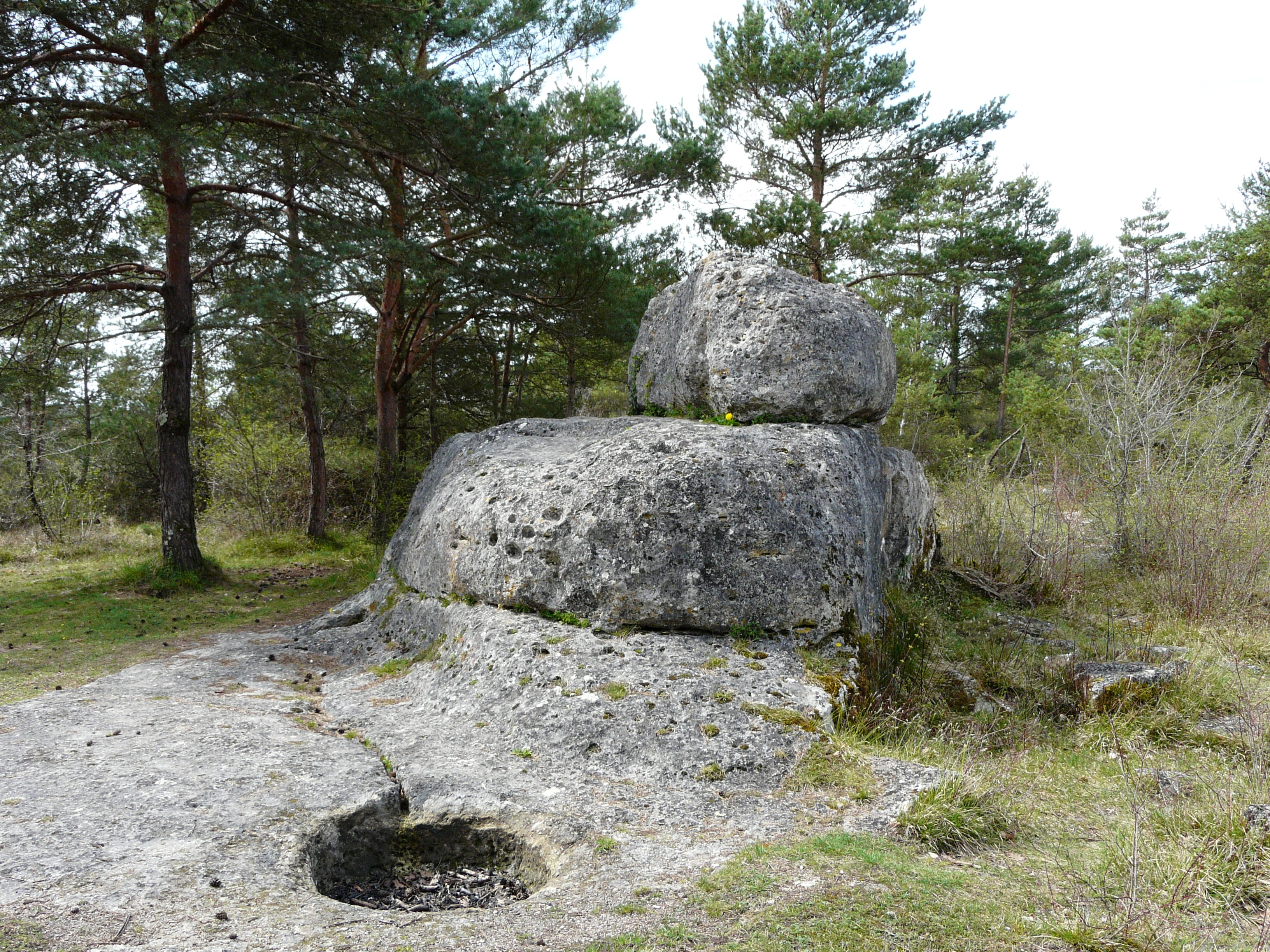
Becken von Peyre d’Ermale

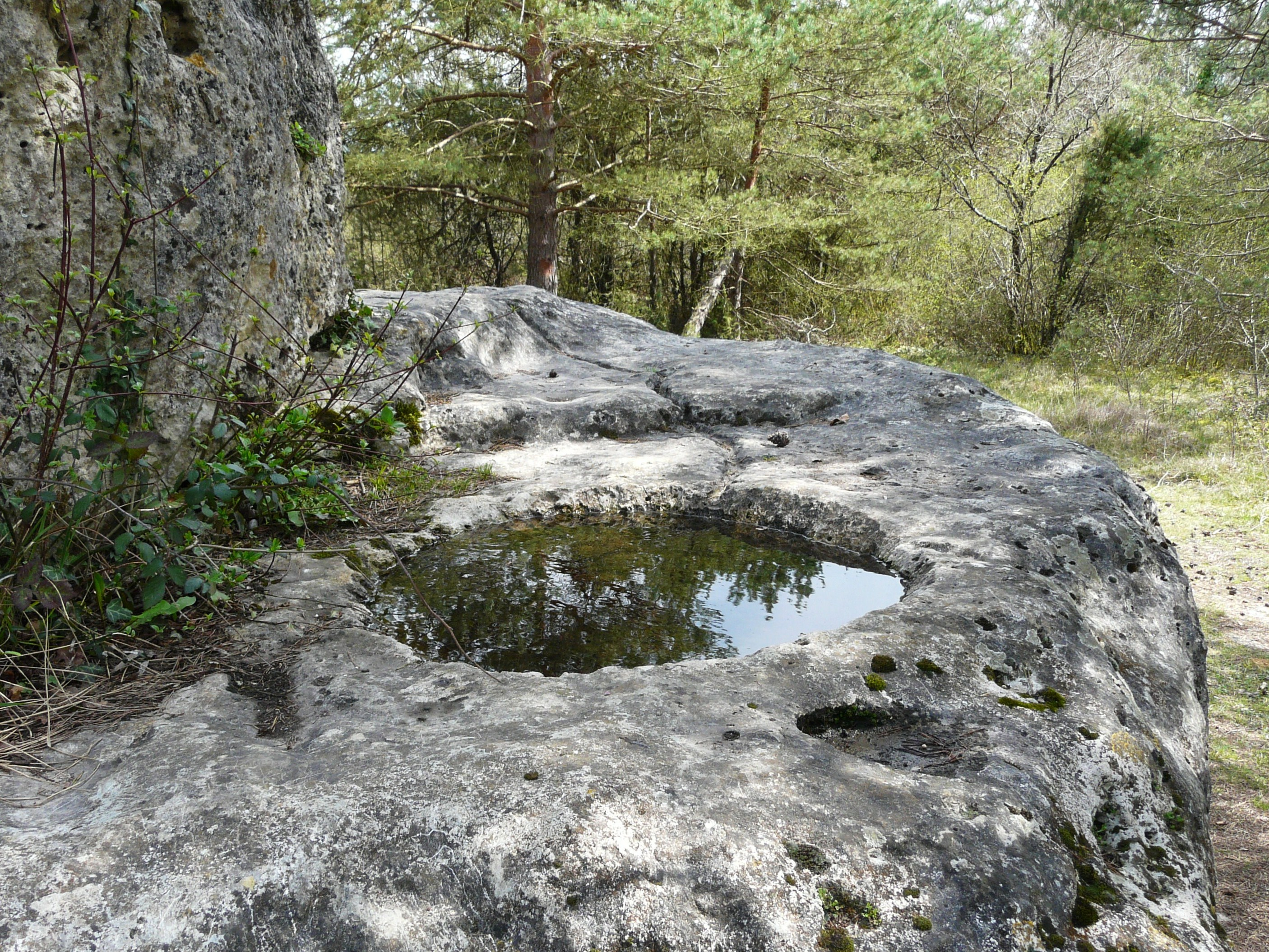
Becken von Peyre d’Ermale

Der sogenannte Dolmen Peyre d’Ermale von Paussac-et-Saint-Vivien im Département Dordogne in Frankreich ist ein Pseudodolmen. Er wird auch als „Pierre à sacrifice Peyre d’Ermale“ oder „Peyre Dermale“ bezeichnet und ist seit 1992 als Monument historique eingestuft.
Er besteht aus zwei Elementen. Das untere ist ein Aufschluss mit einer einseitigen Erhöhung, in dessen senkrechten Kalkstein irgendwann eine Scheintür gehauen wurde. Die Erhöhung hat etwa die Form eines Kegelstumpfes mit einer Grundfläche von 19 m² und einer durchschnittlichen Höhe von 1,75 m. Auf der Oberfläche des Felsaufschlusses ist seitlich ein 0,25 m tiefes Becken (ähnliche einem Bullaun) von 0,8 m Durchmesser eingepickt worden. Regenwasser wird auf der Oberfläche gesammelt und in einem Kanal der Eintiefung zugeführt. Um dem Denkmal einen Dolmencharakter zu verleihen, ist ein zweiter Stein erforderlich, der am Rand über der Nordseite liegt. Er ist etwa dreieckig, misst 3,5 × 1,9 m, ist 1,25 m hoch und nimmt etwa die Hälfte der Grundfläche seines Basissteins ein. In der Nähe gibt es im Boden ein weiteres künstliches Becken, das aber jünger und tiefer als das andere ist.
In der Nähe liegt der Dolmen von Peyrelevade.